# Cu cu đen châu Á
Surniculus lugubris là một loài chim trong họ Cuculidae.